# Tournoi féminin de l'UNIFFAC
Le Tournoi féminin de l'UNIFFAC est une compétition de football féminin opposant les équipes des pays situés en Afrique centrale. Elle est organisée par l'Union des fédérations de football d'Afrique centrale (UNIFFAC).

## Histoire
La première édition du Championnat d'Asie centrale féminin de football a lieu en février 2020 en Guinée équatoriale, et se conclut sur la victoire du pays hôte.

## Palmarès

### Palmarès par édition
| Numéro | Édition | Pays hôte          | Vainqueur          | Finaliste | Troisième place | Quatrième place |
| ------ | ------- | ------------------ | ------------------ | --------- | --------------- | --------------- |
| 1      | 2020    | Guinée équatoriale | Guinée équatoriale | RD Congo  | Gabon           | Tchad           |

### Palmarès par équipe
| Rang | Équipe             | Victoires | Deuxièmes places | Troisièmes places | Quatrièmes places |
| ---- | ------------------ | --------- | ---------------- | ----------------- | ----------------- |
| 1    | Guinée équatoriale | 1 (2020)  | 0                | 0                 | 0                 |
| 2    | RD Congo           | 0         | 1 (2020)         | 0                 | 0                 |
| 3    | Gabon              | 0         | 0                | 1 (2020)          | 0                 |
| 4    | Tchad              | 0         | 0                | 0                 | 1 (2020)          |